# Phil Quaife
Phil Quaife, né le 27 mars 1986, est un pilote automobile britannique qui a participé notamment aux 24 Heures de Spa.

## Biographie
Phil Quaife parvient en sport automobile par l’intermédiaire du karting. Il pilote ensuite en Radical SR3 Enduro Championship.
En 2005, il rejoint la Porsche Carrera Cup Grande-Bretagne. L'année suivante, Phil Quaife se diversifie puisqu'il pilote en British GT Championship, en Porsche Supercup tout en poursuivant son engagement en Porsche Carrera Cup. Il ne conserve que la Porsche Supercup pour l'année 2008. 
L'année qui suit le voit s'orienter vers le Championnat d'Europe FIA GT3 ainsi que le championnat FIA GT en 2009. Il connaît ainsi sa première participation aux 24 Heures de Spa, où il finit à la sixième place au général et sur le podium de sa catégorie.
Cette orientation vers l’endurance automobile va se confirmer en 2010 avec un engagement complet en Le Mans Series. Il participe également aux 24 Heures de Dubaï, épreuve qu'il dispute régulièrement.
Pour l’année 2011, il réitère son engagement en Le Mans Series, en Seat Leon Super Copa en y additionnant les Blancpain Endurance Series.
Il poursuit son engagement dans ce championnat de façon discontinue jusqu'en 2014. Il continue alors en 24H Series où il est toujours engagé en 2017. Il a ainsi glané une victoire lors des 24 Heures de Barcelone.

## Palmarès
- 24 Heures de Barcelone 2012 : Vainqueur.

## Résultats en compétition automobile

### Résultats aux 24 Heures de Spa
| Année | Équipe         | Équipiers                                         | Voiture             | Classe     | Tours | Pos. | Class Pos. |
| ----- | -------------- | ------------------------------------------------- | ------------------- | ---------- | ----- | ---- | ---------- |
| 2009  | CRS Racing     | Chris Niarchos Tim Mullen (en) Chris Goodwin (en) | Ferrari F430 GTC    | GT3 Pro-Am | 525   | 6e   | 3e         |
| 2011  | Mclaren GT     | Adam Christodoulou Glynn Geddie Roger Wills       | McLaren MP4-12C GT3 | GT2        | 469   | 23e  | 10e        |
| 2012  | Lapidus Racing | Klaas Hummel Adam Christodoulou Tim Mullen (en)   | McLaren MP4-12C GT3 | GT3 Pro-Am | 96    | Abd  | Abd        |